# 泽蒙
泽蒙舊稱塞姆林（德语：Semlin）是组成塞尔维亚首都贝尔格莱德的17个自治市之一，位于萨瓦河和多瑙河汇流处。
這座城鎮於12世紀被匈牙利王國征服，15世紀時被作為塞爾維亞專制國君主杜拉德·布蘭科維奇的私人財產。1459年塞爾維亞專制國被奧斯曼帝國征服後，澤蒙成為一個重要的軍事前哨。其位於薩瓦河與多瑙河交匯處的戰略位置，讓它成為哈布斯堡帝國與奧斯曼帝國之間持續邊境戰爭的中心地帶。
1718年的帕薩羅維茨條約最終將澤蒙劃歸哈布斯堡統治。1746年，該地區設立了軍政國境地帶，澤蒙於1749年獲得軍事自治市的地位。1777年，澤蒙擁有6,800名居民，其中一半是塞爾維亞人，另一半由德意志人、匈牙利人與猶太人組成。
隨著1881年軍事邊疆區的廢除，澤蒙與東斯雷姆其他地區被劃入奧匈帝國克羅地亞-斯拉沃尼亞王國的斯雷姆縣。在奧匈帝國於第一次世界大戰戰敗後，澤蒙於1918年11月5日重新回到塞爾維亞控制之下，並成為塞爾維亞人、克羅地亞人與斯洛文尼亞人王國（後來的南斯拉夫王國）的一部分。
根據2022年人口普查結果，澤蒙市鎮的總人口為177,908人。除澤蒙本區外，該市鎮還包括其西北部的郊區：巴塔伊尼察、烏格里諾夫齊、澤蒙波列與新加列尼卡。

## 友好城市
| - 巴勒斯坦拉姆 - 波斯尼亚和黑塞哥维那巴尼亚卢卡 - 北马其顿比托拉 - 卢森堡阿尔泽特河畔埃施 - 黑山新海尔采格 - 斯洛文尼亚克拉尼 - 希腊科孚 - 英国陶尔哈姆莱茨区 - 奥地利默德灵 | - 德国美因河畔奥芬巴赫 - 北马其顿奥赫里德 - 克罗地亚奥西耶克 - 法国皮托 - 叙利亚大马士革 - 荷兰蒂尔堡 - 意大利韦莱特里 - 希腊韦里亚 |